# Megabyzus signandus
Megabyzus signandus är en insektsart som beskrevs av William Lucas Distant 1908. Megabyzus signandus ingår i släktet Megabyzus och familjen dvärgstritar. Inga underarter finns listade i Catalogue of Life.